# Eremiaphila luxor
Eremiaphila luxor è una specie di mantide religiosa appartenente al genere Eremiaphila originaria dell'Egitto.